# Earl Wooden
Pour les articles homonymes, voir Wooden.
Earl B. Wooden, parfois Woodin est un décorateur américain. 

## Filmographie
- 1941 : Le Dragon récalcitrant